# Райхштейн, Нора Абрамовна
Нора Абрамовна Райхштейн (1 августа 1926, Одесса — 22 мая 2013, Санкт-Петербург) — российский театральный режиссёр, заслуженный деятель искусств РСФСР (1984).
Выпускница ГИТИСа (1951) по классу М. О. Кнебель. С 1952 года жила в Ленинграде, где в 1954 году была принята в Новый театр. С 1989 года в Академическом театре драмы имени А. С. Пушкина. В 1970-е годы занималась постановками телеспектаклей на телевидении.
Похоронена на кладбище «Памяти жертв 9 января» Санкт-Петербурга.

## Книги
- Н. А. Райхштейн. Осколки памяти: мемуары. Санкт-Петербургский государственный академический театр имени Ленсовета. СПб: Стройиздат, 2001. — 143 с.